# 角田美穂子
角田 美穂子（すみだ みほこ）は、日本の法学者。専門は、民法・消費者法。学位は法学博士。一橋大学大学院法学研究科教授。津谷裕貴消費者法学術実践賞学術賞受賞。

## 人物・経歴
父は労働法学者の角田邦重第24代中央大学学長。1993年一橋大学法学部卒。1998年同大学大学院法学研究科博士後期課程修了、博士（法学）。日本学術振興会特別研究員、亜細亜大学法学部助教授、横浜国立大学法科大学院准教授を経て、2009年から一橋大学大学院法学研究科准教授。法務省民事局参事官室調査員を経て、2013年から一橋大学大学院法学研究科教授。2019年厚生労働省中央労働委員会公益委員。
この間、内閣府消費者委員会消費者契約法に関する調査作業チームメンバー、経済産業省産業構造審議会商務流通情報分科会IT利活用ビジネスに関するルール整備ワーキンググループ委員、財務省関税等不服審査会委員、国民生活センター紛争解決委員会委員、消費者庁国民生活審議会消費者契約法評価検討委員会委員、日本学術振興会審査第三部会社会科学小委員会審査委員、東京都消費者被害救済委員会委員等も務める。
消費者法等が専門で、2016年には、ドイツ法を参考に投資家保護に関する適合性原則について検討した著書『適合性原則と私法理論の交錯』により津谷裕貴・消費者法学術実践賞学術賞受賞。

## 著書
- 『プログラム民法』（小林一俊,片桐善衛共編著,共著）酒井書店 2002年
- 『企業法務判例ケーススタディ300 企業取引・知的財産権編』（山野目章夫,廣渡鉄監修,共著）きんざい 2007年
- 『ブリッジブック先端民法入門 [第3版]』（山野目章夫編著,共著）信山社 2009年
- "Business Law in Japan"（共著）Wolters Kluwer Law & Business 2011年
- 『ヨーロッパ消費者法・広告規制法の動向と日本法』（中田邦博,鹿野菜穂子共編,共著）日本評論社 2011年
- 『松本恒雄先生還暦記念 民事法の現代的課題』（滝沢昌彦,小野秀誠,小粥太郎と共編著）商事法務 2012年
- 『共通欧州売買法（草案）』（内田貴,石川博康,石田京子,大澤彩と共編著）商事法務 2012年
- 『不動産賃貸借の課題と展望』（山野目章夫,松尾弘共編,共著）商事法務 2012年
- 『消費者契約法改正への論点整理』（共著）信山社 2013年
- 『適合性原則と私法理論の交錯』商事法務 2014年
- 『ロボットと生きる社会―法はAIとどう付き合う?』（工藤俊亮と共編著）弘文堂 2018年